# Camponotus senex
Camponotus senex (лат.) — вид муравьёв подрода Myrmobrachys рода кампонотус (муравьёв-древоточцев). Строят гнёзда из листьев, сплетённых шёлковыми нитями, выделяемыми муравьиными личинками, отчего их также называют муравьями-ткачами. Муравейники располагаются на деревьях на высоте от 3 до 10 м. Всеядные: собирают внецветковый нектар, выделения гусениц бабочек-голубянок, медвяную росу равнокрылых насекомых и падаль, а также охотятся на различных насекомых и мелких паукообразных. Муравьи чёрного цвета, длина тела составляет около 1 см. Обитают в лесах Центральной и Южной Америки.

## Распространение
Встречаются в Неотропике: в Центральной и Южной Америке. Среди стран обитания: Бразилия, Венесуэла, Гайана, Гондурас, Коста-Рика, Мексика, Никарагуа, Панама. Обнаружены в низменных влажных и горных тропических лесах на высотах от 5 до 1500 м.

## Описание

### Внешнее строение
Муравьи среднего размера, длина солдат составляет более 1 см. Основная окраска — чёрная (ноги и усики светлее). Всё тело покрыто тонким длинным белым опушением. Внешняя поверхность мелкопунктированная, матовая, брюшко слабо блестящее. Максиллярные щупики у самок, рабочих и самцов состоят из шести члеников, лабиальные — из четырёх. Глаза расположены позади средней линии головы. Усики 12-члениковые у самок и рабочих и 13-члениковые у самцов. Стебелёк между грудкой и брюшком состоит из одного членика (петиоль), как правило, с вертикальной чешуйкой. Длина головы от 1,70 до 2,38 мм (у C. textor — от 1,44 до 1,90 мм); голова относительно крупная, расширенная кзади. Длина скапуса — от 1,70 до 1,90 мм (у C. textor — от 1,26 до 1,72 мм). Длина фасеточного глаза — от 0.50 до 0,65 мм (у C. textor — от 0,44 до 0,51 мм).

### Фуражировка и враги
Муравьи Camponotus senex проводят фуражировку в основном на растительности (обычно на своём растении-хозяине и на окрестных деревьях), реже фуражировка проводится на почве. Дневной пик активности наблюдается между 10 и 13 часами, ближе к вечеру активность уменьшается. Строительством гнезда, однако, муравьи занимаются в ночное время. Среди приносимых фуражирами C. senex в гнездо кормовых объектов обнаружены: внецветковый нектар, выделения гусениц бабочек-голубянок (Lycaenidae), медвяная роса тлей (Aphididae) и других равнокрылых насекомых (Membracidae, Coccoidea), секреция фруктов (манго) и падаль. Муравьи также охотятся на различных насекомых, представляющих такие отряды как двукрылые (Diptera), перепончатокрылые (Hymenoptera), жесткокрылые (Coleoptera), чешуекрылые (Lepidoptera), сетчатокрылые (Neuroptera) и мелких паукообразных. Более того, в периферийных гнёздах содержатся червецы и щитовки, которых опекают рабочие муравьи. Экспериментальные тесты на термитную атаку растения-хозяина муравейника показали, что муравьи убивают всех живых термитов и доставляют их в центральное гнездо менее чем за 5 минут. На соседних растениях муравьи такую оборону не проводят; это позволяет предположить, что муравьи-ткачи C. senex уменьшают действие фитофагов на их растении-хозяине. Основными естественными врагами C. senex были пауки (Salticidae) и мелкие муравьи из родов Monomorium и Pheidole. Эти муравьи были замечены атакующими некоторые колонии C. senex и их периферийные гнёзда.

### Гнёзда
Строят необычные для большинства муравьёв муравейники из листьев, сплетённых шёлковыми нитями, выделяемыми муравьиными личинками. Сходное поведение известно только у нескольких видов муравьёв-ткачей Старого Света (Oecophylla, Karavaievia, Polyrhachis) и неотропических Dendromyrmex. Муравейники располагаются в саваннах и тропических лесах на деревьях с крупными овальными листьями на высотах от 3 до 10 м, в том числе на манго индийском Mangifera indica (Anacardiaceae), Tapirira guianensis (Anacardiaceae), Faramea cyanea (Rubiaceae), Licania apetala (Chrysobalanaceae), Styrax camporum (Styracaceae), на бромелиевых эпифитах (Bromeliaceae) и других видах. Периферийные гнёзда также могут быть в мёртвой древесине, под корой. Расстояние между основными гнёздами около 40 м. Большинство гнёзд находится на деревьях, имеют округлую форму, бежевого цвета, с листьями и побегами, прикреплёнными к шёлковому гнезду. Средний размер гнезда составляет около 34,24 см (крупнейшие — до 65 см), а средний вес — около 163,87 г. Муравейники содержат до 50 тысяч муравьёв, личинок и коконов и несколько маток. В период предшествующий брачным полётам, в гнёздах выращивают тысячи крылатых самцов (в одном из крупных гнёзд было найдено 11 290 самцов). Иногда наблюдается слияние и разделение частей колонии. Рабочие муравьи питаются медвяной росой, плодами и насекомыми. Муравьи активно защищают свою территорию.

### Биохимия
Camponotus senex — единственные муравьи помимо собственно огненных муравьев (группы видов рода Solenopsis), в яде которых обнаружен алкалоид соленопсин.

## Систематика
Вид был впервые описан в 1858 году английским энтомологом Фредериком Смитом под названием Formica senex Smith, 1858 по материалам из Бразилии. В 1862 году австрийский энтомолог Густав Майр перенёс его в род кампонотус (Camponotus), а в 1912 году швейцарский мирмеколог Огюст Форель включил в состав подрода Myrmobrachys.
Вид Camponotus textor Forel, 1899 ранее рассматривался в качестве подвида Camponotus senex textor Forel, 1899. В 2006 году его подвидовой статус был повышен до отдельного вида. C. textor отличается от C. senex размером (в среднем мельче), пропорциями (голова относительно меньше), окраской (ноги в целом более красноватые, контрастирующие ко всему остальному телу), поведение (C. senex более агрессивен при повреждении гнезда).